# Vagabondo (libro)
Vagabondo è un libro autobiografico di Neal Cassady.

## Struttura e trama
Il libro, autobiografico, si può dividere in tre parti: la prima, di cui fanno parte tre capitoli, narra la storia di Neal Cassady negli anni della sua infanzia Ogni capitolo si svolge in un periodo diverso di quest'ultima.
Racconta le avventure in giro per la sua città, Denver, con il padre alcolizzato (separato dalla moglie) che lo porta a vivere in un motel degradato, abitato da sbandati di ogni tipo.
Cassady descrive specularmente, anche la sua infanzia con la madre, con gli altri bambini e i fratelli.
La seconda parte del libro, più breve, narra invece la sua vita da ragazzo, con i suoi primi furti d'auto, vagabondaggi e storie d'amore.
Ci sono anche dei capitoli in cui sono presenti personaggi della Beat Generation, come Ginsberg, Kerouac, e una piccola storia inventata riguardante un corridore di automobili.
Infine nella terza parte ci sono alcune delle corrispondenze che ha avuto, con Kerouac e Kesey.